# Cernans
Cet article possède un paronyme, voir Cernay.
Cernans est une commune française située dans le département du Jura, dans la région culturelle et historique de Franche-Comté et la région administrative Bourgogne-Franche-Comté.

## Géographie
La commune la plus éloignée de Cernans est Ouessant (840,8 km à vol d'oiseau).
L'altitude de Cernans est de 655 mètres environ.

### Climat
Pour des articles plus généraux, voir Climat de la Bourgogne-Franche-Comté et Climat du département du Jura.
En 2010, le climat de la commune est de type climat de montagne, selon une étude du Centre national de la recherche scientifique s'appuyant sur une série de données couvrant la période 1971-2000. En 2020, Météo-France publie une typologie des climats de la France métropolitaine dans laquelle la commune est exposée à un climat semi-continental et est dans la région climatique  Jura, caractérisée par une forte pluviométrie en toutes saisons (1 000 à 1 500 mm/an), des hivers rigoureux et un ensoleillement médiocre. 
Pour la période 1971-2000, la température annuelle moyenne est de 8,8 °C, avec une amplitude thermique annuelle de 16,9 °C. Le cumul annuel moyen de précipitations est de 1 540 mm, avec 13,4 jours de précipitations en janvier et 10,2 jours en juillet. Pour la période 1991-2020, la température moyenne annuelle observée sur la station météorologique de Météo-France la plus proche, « Coulans », sur la commune d'Éternoz à 11 km à vol d'oiseau, est de 10,5 °C et le cumul annuel moyen de précipitations est de 1 259,2 mm. 
La température maximale relevée sur cette station est de 38,7 °C, atteinte le 24 août 2023 ; la température minimale est de −18,9 °C, atteinte le 20 décembre 2009,,. 
Les paramètres climatiques de la commune ont été estimés pour le milieu du siècle (2041-2070) selon différents scénarios d'émission de gaz à effet de serre à partir des nouvelles projections climatiques de référence DRIAS-2020. Ils sont consultables sur un site dédié publié par Météo-France en novembre 2022.

## Urbanisme

### Typologie
Au 1er janvier 2024, Cernans est catégorisée commune rurale à habitat très dispersé, selon la nouvelle grille communale de densité à sept niveaux définie par l'Insee en 2022.
Elle est située hors unité urbaine. Par ailleurs la commune fait partie de l'aire d'attraction de Salins-les-Bains, dont elle est une commune de la couronne,. Cette aire, qui regroupe 14 communes, est catégorisée dans les aires de moins de 50 000 habitants,.

### Occupation des sols
L'occupation des sols de la commune, telle qu'elle ressort de la base de données européenne d’occupation biophysique des sols Corine Land Cover (CLC), est marquée par l'importance des territoires agricoles (82,2 % en 2018), une proportion identique à celle de 1990 (82,2 %). La répartition détaillée en 2018 est la suivante : 
zones agricoles hétérogènes (50,6 %), prairies (25,1 %), forêts (17,8 %), terres arables (6,5 %). L'évolution de l’occupation des sols de la commune et de ses infrastructures peut être observée sur les différentes représentations cartographiques du territoire : la carte de Cassini (XVIIIe siècle), la carte d'état-major (1820-1866) et les cartes ou photos aériennes de l'IGN pour la période actuelle (1950 à aujourd'hui).

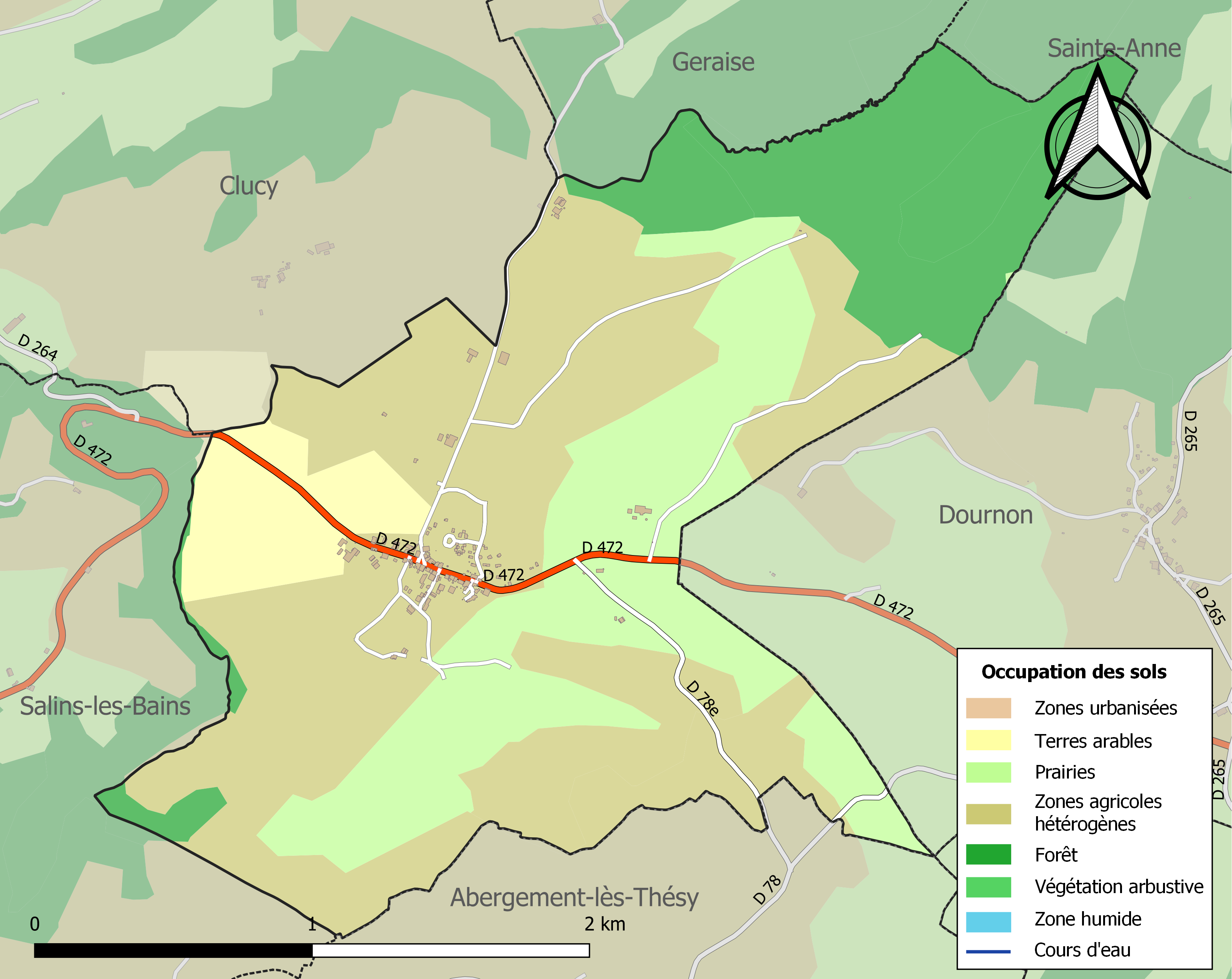
Carte des infrastructures et de l'occupation des sols de la commune en 2018 (CLC).

## Histoire
Cernans compte deux monuments historiques construits pas l'architecte Narcisse Perrard : la fontaine-lavoir (1840) et la mairie-école (1848).

## Politique et administration
| Période       | Période                | Identité          | Étiquette                     | Qualité                                                                                           |
| ------------- | ---------------------- | ----------------- | ----------------------------- | ------------------------------------------------------------------------------------------------- |
| décembre 1999 | avril 2015 (démission) | Sylvie Vermeillet | DVD puis UMP-PRV puis UDI-PRV | Conseillère régionale puis départementale Ancienne Présidente de l'association des maires du Jura |
| juin 2015     | En cours               | Denis Morel       | SE                            | Agriculteur Bio                                                                                   |

## Démographie
L'évolution du nombre d'habitants est connue à travers les recensements de la population effectués dans la commune depuis 1793. Pour les communes de moins de 10 000 habitants, une enquête de recensement portant sur toute la population est réalisée tous les cinq ans, les populations de référence des années intermédiaires étant quant à elles estimées par interpolation ou extrapolation. Pour la commune, le premier recensement exhaustif entrant dans le cadre du nouveau dispositif a été réalisé en 2004.

En 2022, la commune comptait 142 habitants, en évolution de +2,16 % par rapport à 2016 (Jura : −0,81 %, France hors Mayotte : +2,11 %).
| 1793 | 1800 | 1806 | 1821 | 1831 | 1836 | 1841 | 1846 | 1851 |
| ---- | ---- | ---- | ---- | ---- | ---- | ---- | ---- | ---- |
| 311  | 336  | 348  | 372  | 345  | 363  | 371  | 377  | 396  |

| 1856 | 1861 | 1866 | 1872 | 1876 | 1881 | 1886 | 1891 | 1896 |
| ---- | ---- | ---- | ---- | ---- | ---- | ---- | ---- | ---- |
| 336  | 339  | 287  | 275  | 272  | 250  | 258  | 250  | 237  |

| 1901 | 1906 | 1911 | 1921 | 1926 | 1931 | 1936 | 1946 | 1954 |
| ---- | ---- | ---- | ---- | ---- | ---- | ---- | ---- | ---- |
| 210  | 188  | 174  | 176  | 180  | 191  | 207  | 165  | 149  |

| 1962 | 1968 | 1975 | 1982 | 1990 | 1999 | 2004 | 2006 | 2009 |
| ---- | ---- | ---- | ---- | ---- | ---- | ---- | ---- | ---- |
| 136  | 141  | 137  | 123  | 104  | 98   | 115  | 132  | 141  |

| 2014 | 2019 | 2022 | - | - | - | - | - | - |
| ---- | ---- | ---- | - | - | - | - | - | - |
| 139  | 143  | 142  | - | - | - | - | - | - |

## Monuments
- Église Saint-Pierre (1109-1671) ;
- Fontaine-lavoir (1840), inscrite au titre des monuments historiques depuis 2006[18] ;
- Mairie-école (1848), construite sur pilotis, inscrite au titre des monuments historiques depuis 2005[19] ;
- Monument aux morts (XXe siècle).

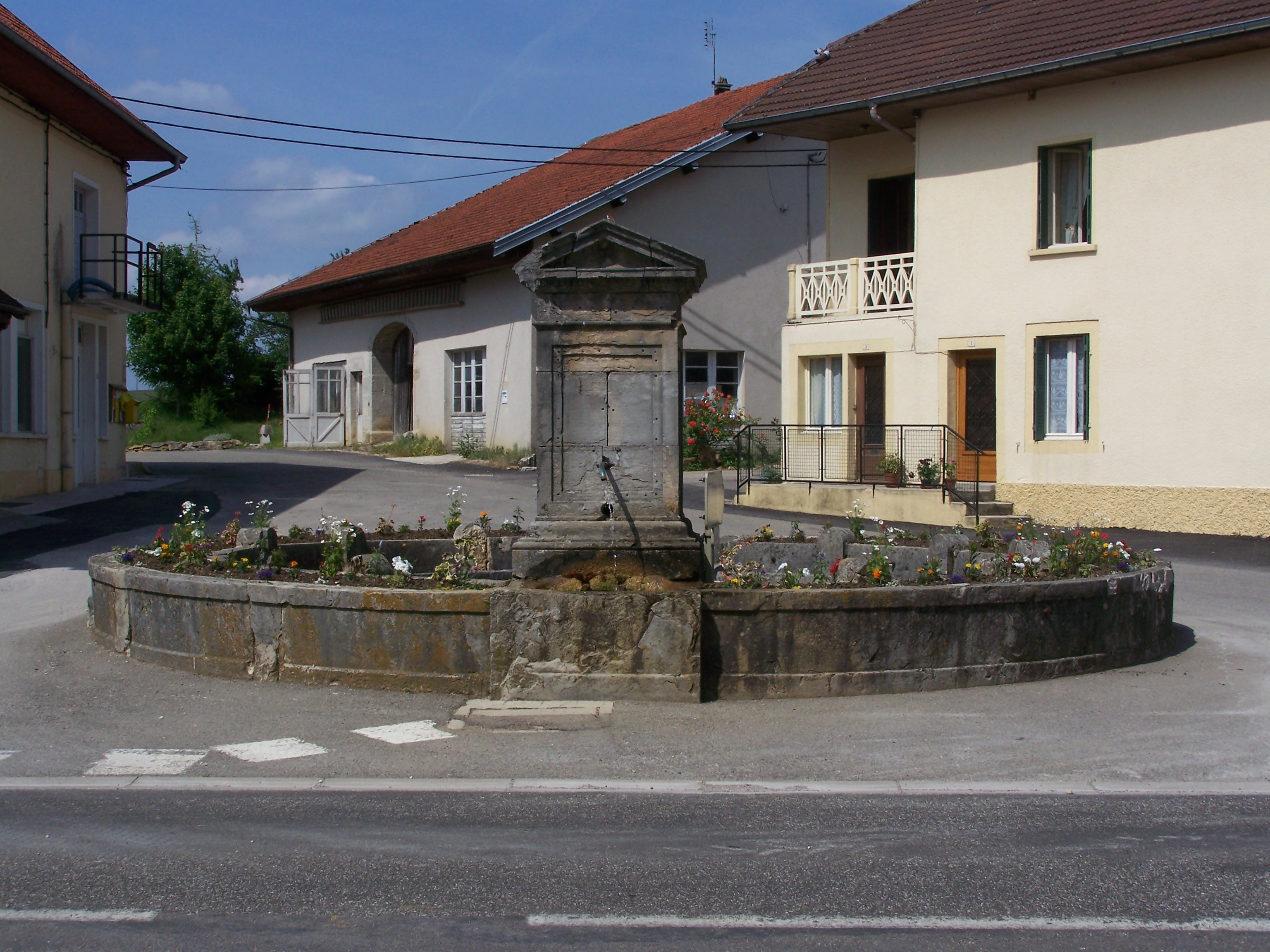
Fontaine-lavoir.
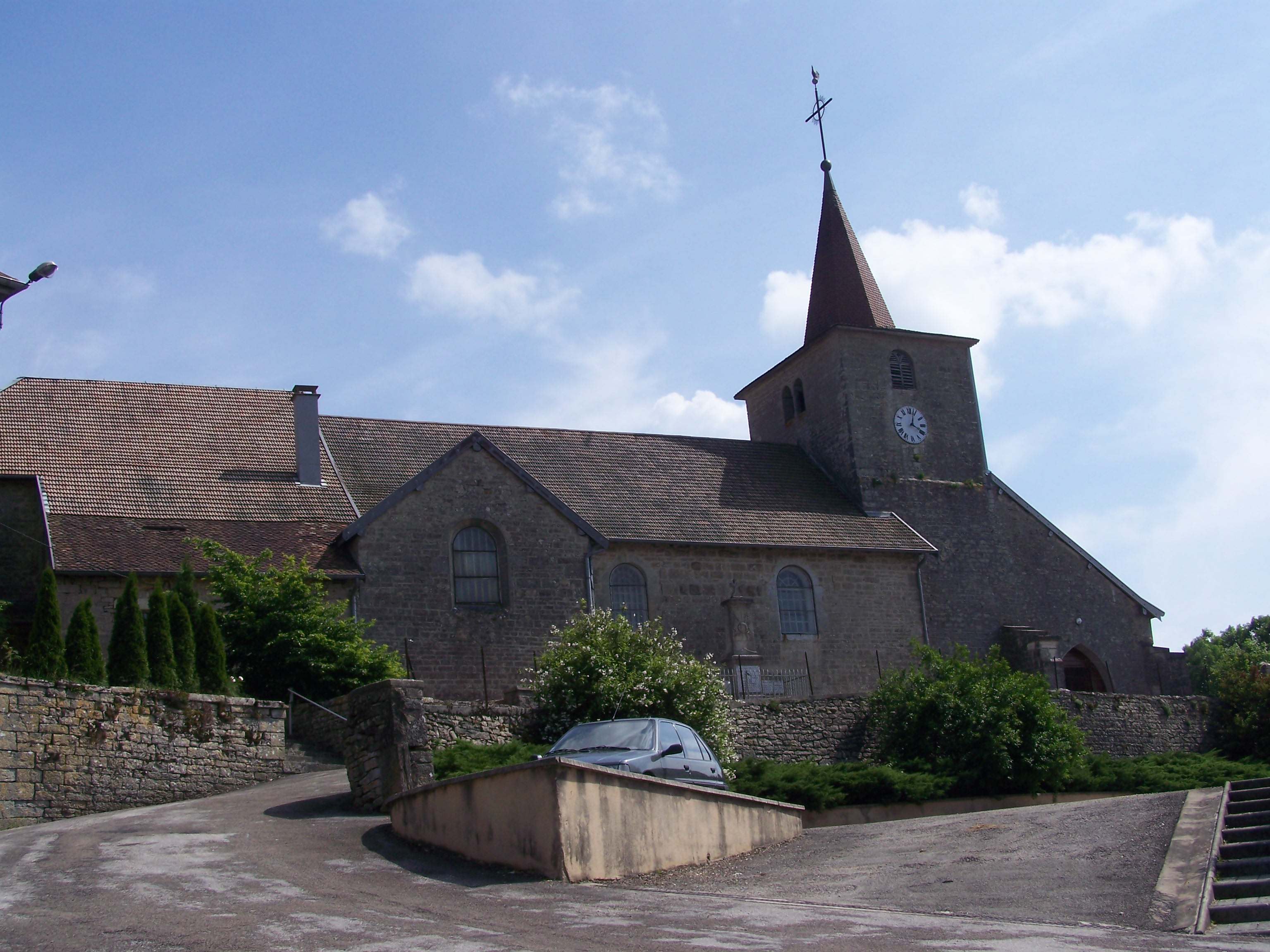
Église Saint-Pierre.
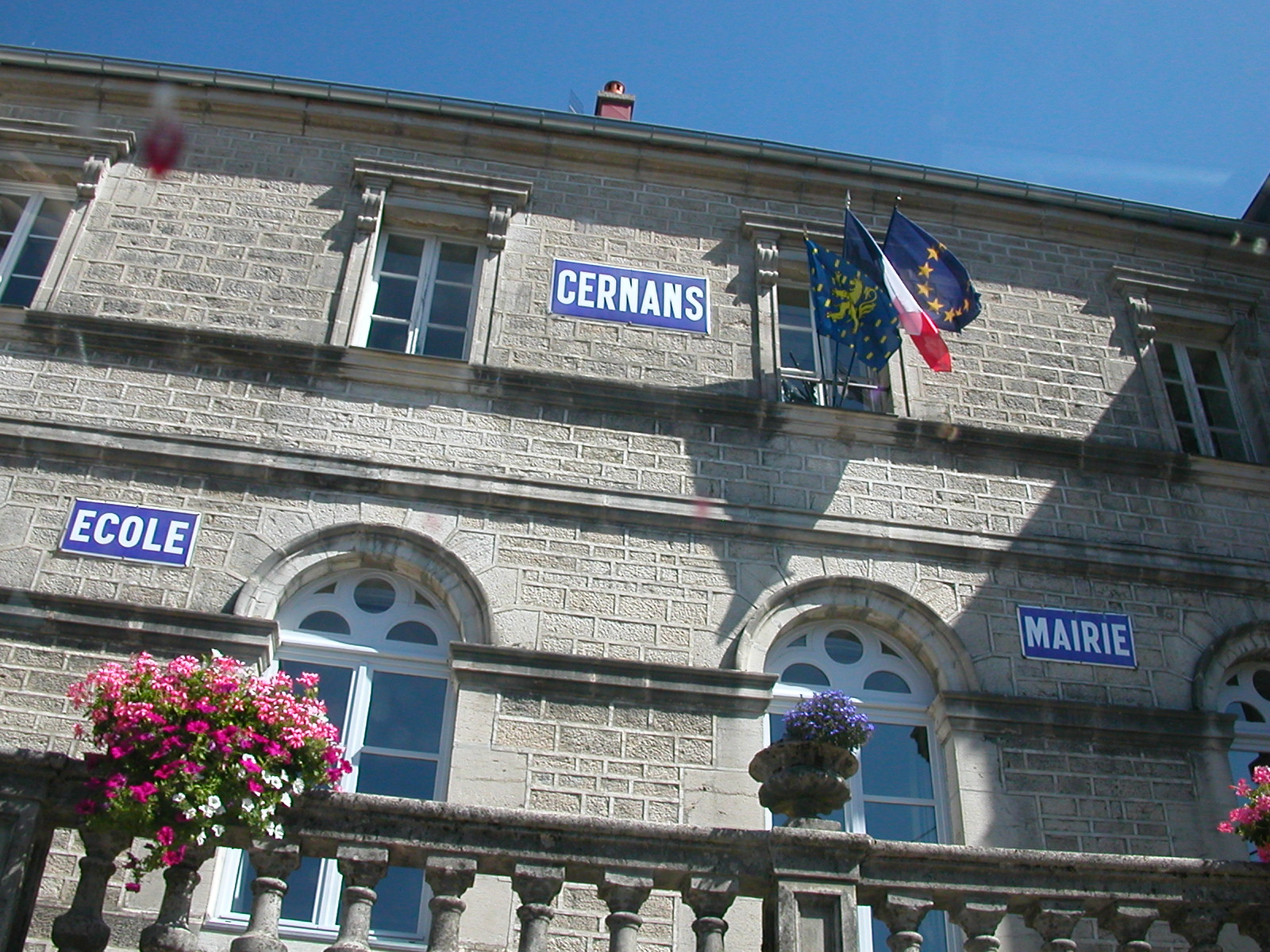
Mairie.

## Personnalités liées à la commune
- Jean-Michel Poulet, plusieurs fois champion du monde et capitaine de l'équipe de France de voile contact (parachutiste dessinant des figures en vol).
- Sylvie Vermeillet, maire de Cernans (1999-2015), conseillère régionale (2004-2015) et départementale (depuis 2015), ancienne Présidente de l'Association des Maires du Jura, et sénatrice (depuis 2017).